# 15 Big Ones
15 Big Ones" je dvajseti album ameriške glasbene skupine The Beach Boys. Izšel je leta 1976 pri založbi Brother Records.

## Seznam skladb
1. "Rock and Roll Music" - 2:29
2. "It's O.K." - 2:12
3. "Had to Phone Ya" - 1:43
4. "Chapel of Love" - 2:34
5. "Everyone's in Love with You" - 2:42
6. "Talk to Me" - 2:14
7. "That Same Song" - 2:16
8. "T M Song" - 1:34
9. "Palisades Park" - 2:27
10. "Susie Cincinnati" - 2:57
11. "A Casual Look"	- 2:45
12. "Blueberry Hill" - 3:01
13. "Back Home" - 2:49
14. "In the Still of the Night" - 3:03
15. "Just Once in My Life" - 3:47